# برنو-بولاک
برنو-بولاک (به فرانسوی: Bernos-Beaulac) یک کمون در فرانسه است که در canton of Bazas واقع شده‌است.

## خصوصیات
برنو-بولاک ۳۶٫۸ کیلومترمربع مساحت و ۱٬۱۷۱ نفر جمعیت دارد.